# Каблучко, Григорий Алексеевич
Григорий Алексеевич Каблучко (29 августа 1910, с. Перегоновка Полтавская губерния, Российская империя (ныне Кобелякский район, Полтавская область) — 27 декабря 1992, Киев) — украинский и советский учёный, специалист в области плодоводства, доктор сельскохозяйственных наук (1950), редактор, педагог, профессор (1960). Основатель школы интенсивного садоводства на Украине. Основатель научной школы современного украинского садоводства.

## Биография
В 1932 году окончил Институт селекции плодоовощных и ягодных культур в Мичуринске (ныне Тамбовской области).
Работал агрономом в Москве и Тирасполе, директором сельскохозяйственного техникума в Башкирии (1941—1945), с 1947 года — в Кишинёвском сельскохозяйственном институте: заведующим кафедрой плодоводства (1963—1966), одновременно — директор Молдавского НИИ садоводства, виноградарства и виноделия (1947—1963), заведующим кафедрой плодоовощеводства (1966—1982), проректором по научной работе (1966—1967) Украинской сельскохозяйственной академии (Киев).
В 1953—1963 годах был ответственным редактором журнала «Садоводство, виноградарство и виноделие Молдавии».

## Научная деятельность
Изучал проблемы повышения производительности плодовых насаждений, районирование сортов, государственного сортоиспытания плодовых и ягодных культур.

## Избранные труды
- Плодовый питомник. Кишинёв, 1949;
- Методические указания по сортоиспытанию плодовых и ягодных культур. Кишинёв, 1952;
- Сорта плодовых культур Молдавии. Кишинёв, 1953;
- Больше садов на карликовых подвоях. Кишинёв, 1962;
- Обспечим получение высоких урожаев плодов. Кишинёв, 1963;
- Інтенсивне садівництво. К., 1965;
- Плодівництво і овочівництво. К., 1967 (в соавт.);
- Плодівництво, овочівництво і виноградарство. К., 1983 (в соавт.);
- Плодівництво. К., 1990 (в соавт.).